# Free Way
『Free Way』（フリー・ウェイ）は成田昭次の3枚目のアルバム。

## 内容
約8年11ヶ月ぶりにリリースした本作は、シングル収録曲を除いてほとんどの曲の作詞作曲を成田昭次が行った。メジャーでの活動は本作で最後となった。

## 収録曲
1. Free Way
作詞・作曲：成田昭次
2. Same old scene (album ver.)
作詞：成田昭次　作曲：Joey Carbone
3. RED SKY
作詞・作曲：成田昭次
4. Interlude-1
作曲：成田昭次
5. Wonderful my lady
作詞・作曲：成田昭次
6. ボクノスベテダッタノニ (album ver.)
作詞：成田昭次　作曲：鈴木雄大
7. Day dreamer
作詞・作曲：成田昭次
8. Anytime (album ver.)
作詞：成田昭次　作曲：日高慶典
9. Right Now
作詞・作曲：成田昭次
10. 誰より君が好きだから
作詞・作曲：成田昭次
11. Interlude-2
作曲：成田昭次
12. Reckless life
作詞・作曲：成田昭次
13. Song For You
作詞：成田昭次　作曲：高木茂治
14. ボクノスベテダッタノニ (West Hollywood Rimix)